# Илиян Памуков
Илиян Стоянов Памуков е бивш български футболист, защитник. Син на легендата на Дунав (Русе) Стоян Илиев.